# Ørlands kommun
Ørlands kommun (norska: Ørland kommune) är en kommun i landskapet Fosen i Trøndelag fylke i mellersta Norge. Kommunens centralort är tätorten Bjugn. Här finns också staden Brekstad, som tidigare har varit centralort.
Ørland flystasjon är kommunens och regionens största arbetsplats. Det finns även en civil flygplats, Ørlands flygplats, nordväst om staden Brekstad. Den historiska herrgården Austråttborgen ligger i den södra delen av kommunen.

## Administrativ historik
Ørlands kommun upprättades den 1 januari 1838 (som Ørland formannskapsdistrikt) när Formannskapslovene från 1837 trädde i kraft. Kommunen omfattade då de sydvästra och mellersta delarna av den nuvarande kommunen samt den nordligaste delen av nuvarande Orklands kommun och en mindre område i den sydöstra delen av nuvarande Hitra kommun.
1853 bröts Bjugns kommun ut ur kommunen som då minskade från 6 264 invånare före delningen till 3 361 invånare efter.
Den 1 januari 1896 bröts Agdenes kommun (Værnes kommun) ut ur kommunen som då minskade från 5 061 invånare före delningen till 3 649 invånare efter.  Den återstående delen omfattade den sydvästra delen av den nuvarande kommunen (större delen av halvön Ørlandet, motsvarande Ørlands socken).
Den 1 januari 2020 gick Bjugns kommun åter upp i Ørlands kommun.

## Tätorter
I Ørlands kommun finns sju tätorter:
- Bjugn (centralort, tidigare Botngård)
- Brekstad
- Karlestrand
- Lysøysund
- Opphaug
- Ottersbo
- Uthaug

## Socknar
Inom Norska kyrkan är Ørlands kommun indelad i två socknar:
- Bjugns socken
- Ørlands socken

Socknarna ingår i Fosens prosteri i Nidaros stift.

## Kända personer
- Ole Juul, målare
- Aud Lilleengen, målare
- Hannah Ryggen, vävnadskonstnär
- Hans Ryggen, målare
- Jo Tessem, norsk fotbollsspelare
- Jørleif Uthaug, bildhuggare

## Bilder

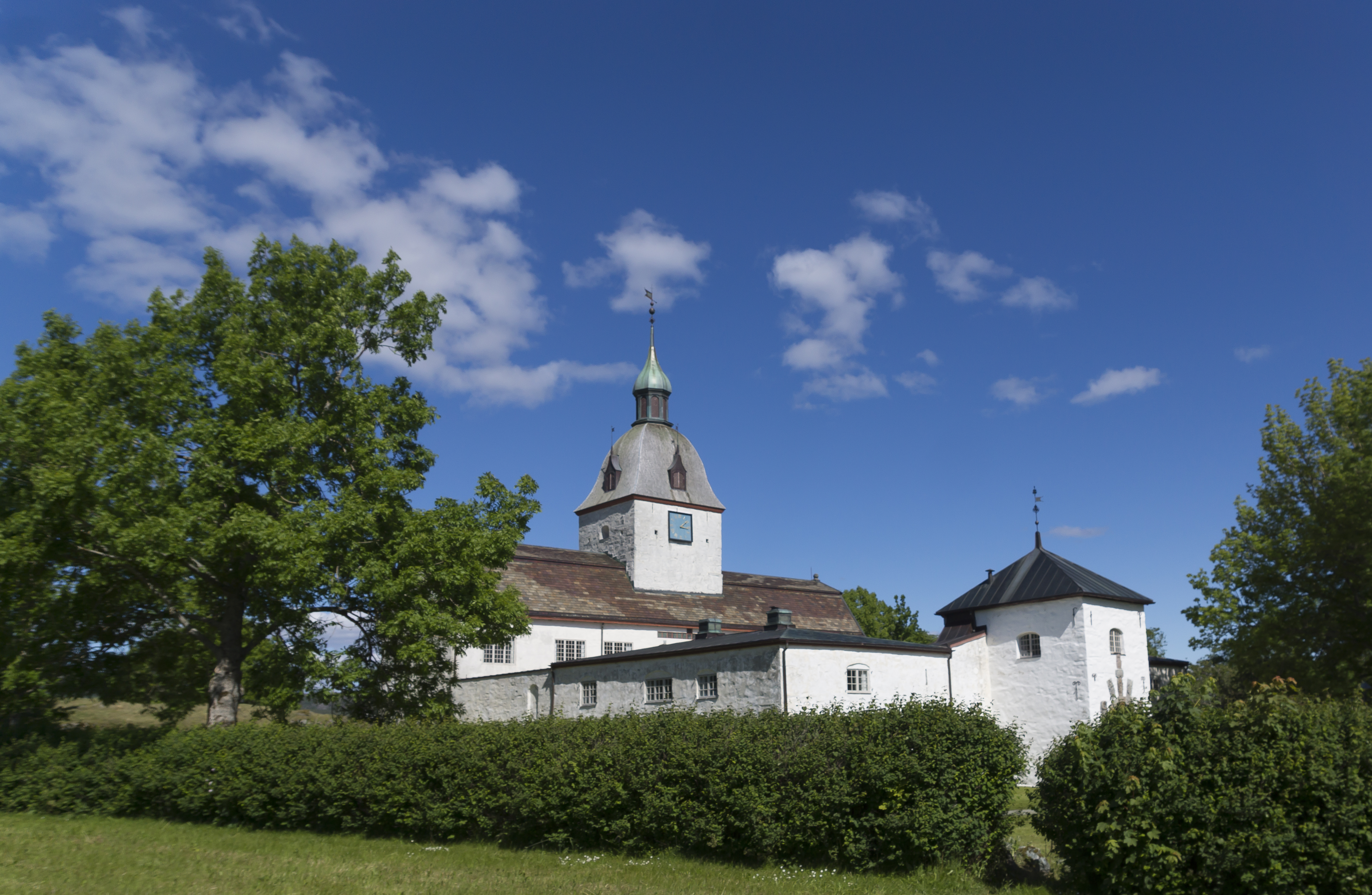
Austråttborgen.
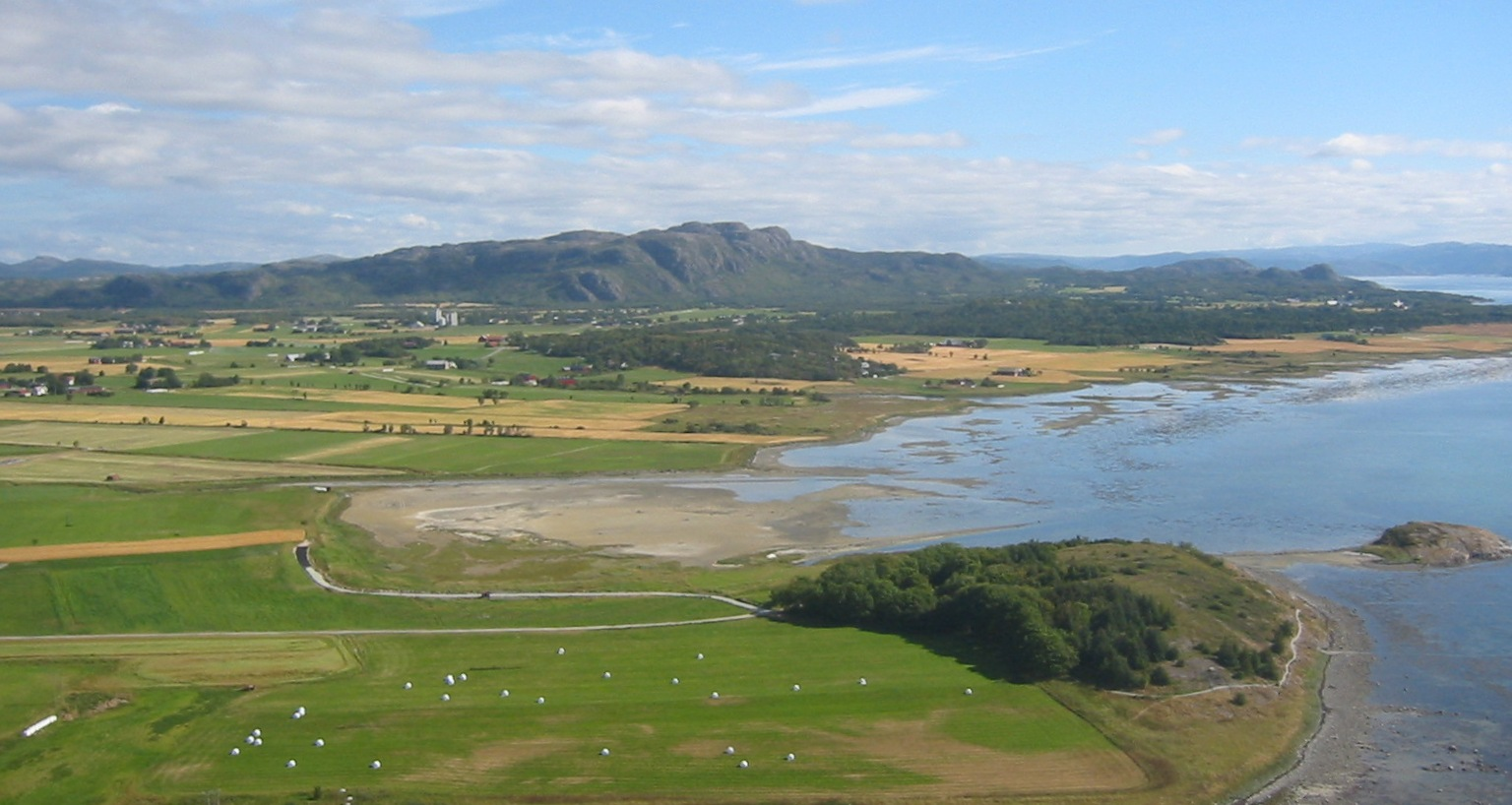
Vy mot Opphaug och Ottersbo.
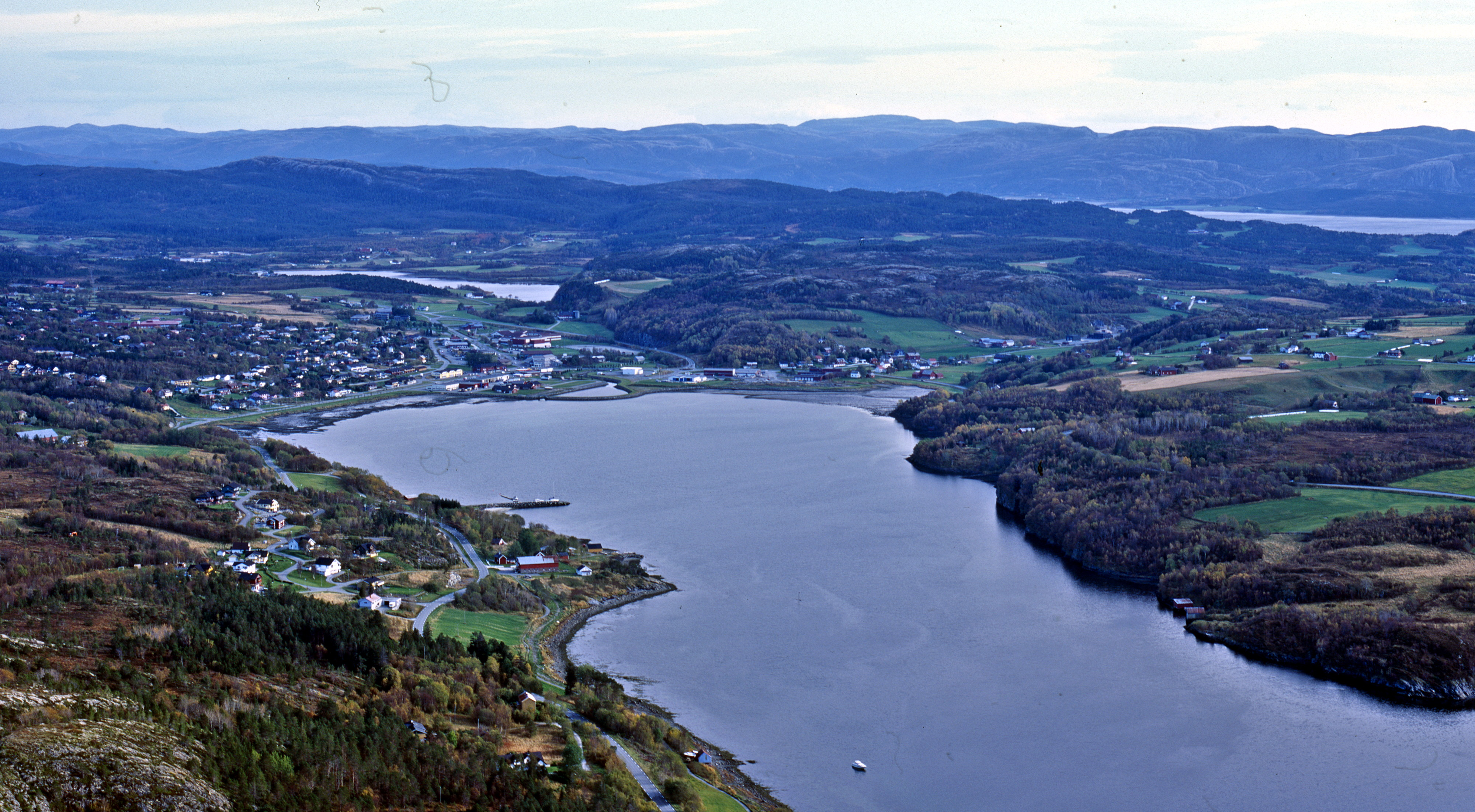
Bjugn.
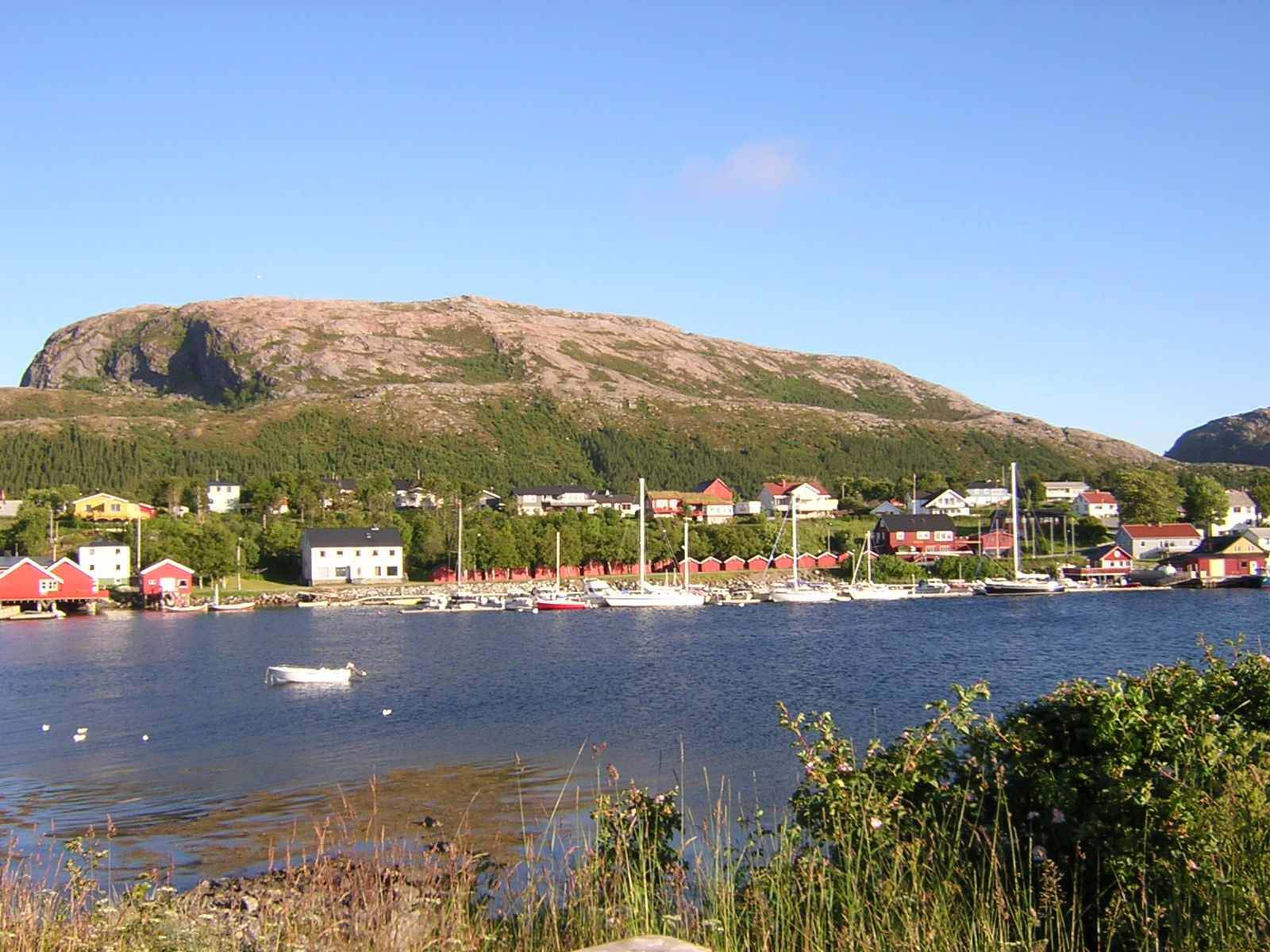
Lysøysund.